# Carl Gustaf Granström
Carl Gustaf Granström, född 22 september 1883 i Norbergs socken, död 26 januari 1965 i Österåkers församling, Stockholms stift, var en svensk gruvindustriman.
Carl Gustaf Granström var son till Gustaf Granström. Efter mogenhetsexamen i Stockholm 1901 utexaminerades han från Tekniska Högskolans avdelning för gruvvetenskap 1905. Han anställdes efter utländska studieresor som anrikningsingenjör vid Dunderland Iron Ore Company i Norge 1906 och som biträdande ingenjör vid AB Sala zink 1906–1907 samt blev 1907 gruvmätare vid Luossavaara-Kiirunavaara Aktiebolags gruvor i Malmberget, där han var biträdande gruvingenjör 1909–1913 och förste gruvingenjör 1913–1918. Efter att 1918–1920 ha varit gruvingenjör vid Hofors AB:s gruvor vid Tjärnäs i Gästrikland återvände han 1920 till del lappländska malmbergen och var 1920–1936 disponent vid Loussavaara-Kiirunavaara AB. Under hans ledning moderniserades ytterligare brytnings- och transportanordningarna inom gruvdriften. Granström var starkt intresserade av de industrisociala frågorna och fortsatte på den inom företaget tidigare inslagna vägen beträffande uppförande av arbetarbostäder, understödjande av egnahemsverksamheten bland de anställda, utbyggande av yrkesutbildningen vid de praktiska ungdomsskolorna med mera. Även ungdomens ekonomiska fostran ägnades stor uppmärksamhet och åtgärder som vidtogs kom att tjäna som förebild för andra företag. Från 1937 var Granström disponent för Trafik AB Grängesberg-Oxelösunds förvaltning i Grängesberg. Bland hans skrifter märks Något om magasineringsbrytning vid Gellivare malmfält (1912).